# Luka Mladenović
Luka Mladenović (Beograd, 1987) srpski je arhitekta. Autor je prve solarne biblioteke na otvorenom u Srbiji.

## Biografija
Autor je prostorne instalacije 'Boje zvuka' u organizaciji Centra za vizuelnu kulturu Muzeja savremene umetnosti. Učestvovao je na međunarodnim izložbama All inclusive H20 Volos (MMCA Thessaloniki 2012., CCS Paris 2012), izloživši svoj diplomski rad "metamodernism : odlučio sam da kažem 'ništa'", kao i međunarodnoj izložbi Almost Transparent Blue (MDW, Fort St. Elmo, La Valletta, Malta) u okviru Malta Design Week-a.
Učestvovao je i izlagao radove na brojnim izložbama i stručnim manifestacijama u Beogradu i Srbiji, Salonu Arhitekture Muzeja Primenjene Umetnosti, izložbi za najbolje arhitektonsko delo lista Novosti u galeriji O3ON, Međunarodnom sajmu građevinarstva - SEEBBE, Izložbi "Beograd: nemesta" sa Prof.M.Mladenovićem u organizaiji Muzeja Savremene Umetnosti, izložbi 'Supernatural' Mikser Festivala, i drugih. Autor je rešenja paviljona za predstavljanje Republike Srbije na međunarodnom Bienalu Arhitekture u Veneciji 2010, 2012, 2014, 2015.
Osnivač je i Art Direktor stručne platforme i portala Impressence.rs. Realizacijom projekta solarne bibioteke na otvorenom prvi primerak inovativne biblioteke postavljen je u Narodnoj Bašti u Pančevu 2018te godine.
Član je MENSE Srbija i stipendista Fonda "Dositeja" za mlade talente Republike Srbije, u pokroviteljstvu Ministarstva omladine i sporta. Vodeći je arhitekta kompanije DOMINANTE iz Beograda.

## Spoljašnje veze
- Intervju 'Prva solarna biblioteka' Jutarnji program, TV PRVA, Pančevo 2019. (video)
- Zvanični sajt, Luka Mladenović, M.Arch